# 문시환
문시환(文時煥, 1897년/1899년 8월 12일~1973년 11월 11일)은 대한민국의 독립운동가 출신 정치인이다. 경상남도 동래 출신이다.

## 생애
1923년 1월부터 5월까지 중국 상하이에서 대한민국 임시정부의 개편문제를 논의하기 위해 국민대표회의(國民代表會議)가 개최되자, 경남기성회(慶南期成會) 대표로 동 회의에 참가하여 노동위원(勞動委員)으로 선출되었다. 안창호(安昌浩) 계열의 개조파(改造派) 간부로 활동하면서 독립운동 방략과 독립운동단체의 통일기관을 조직하기 위해 활동하였다. 국민대표회의의 결말이 흐지부지 끝나게 되자, 상해에서 보천교청년회(普天敎靑年會) 대표 강홍렬(姜弘烈) 등 개조파들과 함께 의열단(義烈團)에 입단하여 무장투쟁을 전개하고자 하였다. 동년 6월말 의열단 총회에서 일제의 중요기관 폭파 및 요인 암살 등의 거사를 대대적으로 실행하기 위해 필요한 군자금 모집을 결의하자, 군자금 모집요원으로 국내로 밀파되어 활동하다가 일경에 피체되었다.(제2차 의열단 사건) 1924년 2월 28일 경성지방법원에서 소위 제령(制令) 제7호 위반으로 징역 2년을 받아 옥고를 치렀다.
광복 후 제헌 국회의원, 경남도지사 등으로 활동하였다.

## 사후
- 대한민국 정부는 고인의 공훈을 기리어 1995년 건국훈장 애족장을 추서하였다.

## 학력
- 사립 동래동명학교 졸업
- 일본 정칙영어학교
- 모스크바 동방노력자공산대학

## 경력
- 동아일보 부산지국 기자
- 경상남도 동래군수
- 경상남도 노동국장
- 경상남도 상공국장
- 1948년 5월 10일 : 제헌 국회의원(경남 부산갑)
- 1948년 10월 18일 ~ 1949년 11월 14일 : 제3대 경상남도지사

## 역대 선거 결과
|  | 69.57% |

|  | 4.31% |